# 咸鏡北道 (日本統治時代)

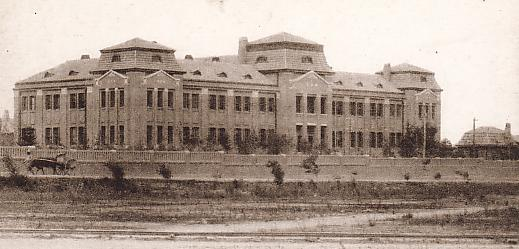
旧咸鏡北道庁舍

咸鏡北道（日本語読み：かんきょうほくどう、朝鮮語読み：ハムギョンブクト、 朝鮮語：함경북도）は、日本統治時代の朝鮮の行政区画の一つ。現在の朝鮮民主主義人民共和国（北朝鮮）の咸鏡北道・羅先特別市と、両江道の一部を合わせた地域にあたる。
道庁ははじめ鏡城、1920年以降は羅南（1940年清津府に編入）に置かれた。

## 概要
朝鮮の東北部、咸鏡道地方の東北側にあたり、西南に咸鏡南道と接する。豆満江を挟んで北に満洲・間島、北東にロシア（ソビエト連邦）と接する国境地帯で、羅南には第19師団が配置されていた。
1930年代には天然資源の開発が進められるとともに、日本が支配する満洲国への短絡路として、羅津の築港をはじめとする開発がすすめられた。

## 人口
昭和11年現住戸口調査より
- 総人口　813,893人
  - 内訳
    - 内地人　45,433人
    - 朝鮮人　762,071人
    - その他　6,389人

## 行政区分
昭和20年（1945年）当時

### 府
- 清津府
- 羅津府
- 城津府

### 郡
- 鶴城郡
  - 鶴中面、鶴西面、鶴南面、鶴上面、鶴東面
- 吉州郡
  - 吉州邑、東海面、徳山面、長白面、雄坪面、暘社面
- 明川郡
  - 上雩北面、上雩南面、下雩面、西面、東面、阿間面、上加面、下加面、下古面、上古面
- 鏡城郡
  - 朱乙邑、漁大津邑、鏡城面、朱北面、朱南面、漁郎面
- 富寧郡
  - 富寧面、西上面、石幕面、青岩面、連川面、富居面、三海面、観海面
- 茂山郡
  - 茂山邑、東面、漁下面、延上面、延社面、三社面、三長面、西下面、永北面、豊渓面
- 会寧郡
  - 会寧邑、碧城面、八乙面、花豊面、甫乙面、昌斗面、龍興面
- 鍾城郡
  - 鍾城面、南山面、行営面、龍渓面、華方面、豊谷面
- 穏城郡
  - 穏城面、南陽面、永瓦面、永忠面、美浦面、訓戎面
- 慶源郡
  - 慶源面、安農面、東原面、龍徳面、有徳面、阿山面
- 慶興郡
  - 雄基邑、阿吾地邑、豊海面、慶興面、蘆西面

## 歴代咸鏡北道知事（道長官を含む）
1919年8月以前は「咸鏡北道長官」。
| 氏名       | 在任期間                       | 備考                          |
| ---------- | ------------------------------ | ----------------------------- |
| 武井友貞   | 1910年10月1日 - 1913年2月14日  | 咸鏡北道長官                  |
| 帆足準三   | 1913年2月14日 - 1913年10月3日  | 死去                          |
| 桑原八司   | 1913年11月4日 - 1918年9月23日  |                               |
| 上林敬次郎 | 1918年9月23日 - 1921年8月5日   | 1919年8月より「咸鏡北道知事」 |
| 斎藤礼三   | 1921年8月5日 - 1923年2月24日   |                               |
| 中野太三郎 | 1923年2月24日 - 1926年8月14日  |                               |
| 朴栄喆     | 1926年8月14日 - 1927年5月18日  |                               |
| 朴相駿     | 1927年5月18日 - 1928年3月29日  |                               |
| 安達房治郎 | 1928年3月30日 - 1929年11月28日 |                               |
| 古橋卓四郎 | 1929年11月28日 - 1931年9月23日 |                               |
| 安藤袈裟一 | 1931年9月23日 - 1931年9月29日  |                               |
| 富永文一   | 1931年10月7日 - 1934年11月5日  |                               |
| 竹内健郎   | 1934年11月5日 - 1936年7月30日  |                               |
| 児島高信   | 1936年7月30日 - 1940年3月9日   |                               |
| 大野謙一   | 1940年3月9日 - 1942年10月23日  |                               |
| 古川兼秀   | 1942年10月23日 - 1945年6月26日 |                               |
| 渡部肆郎   | 1945年6月26日 -                | 日本統治下最後の知事          |

## 法院（裁判所）
昭和16年（1941年）当時
- 清津地方法院
- 清津地方法院城津支庁
- 清津地方法院会寧支庁
- 清津地方法院雄基支庁

## 刑務所
昭和16年（1941年）当時
- 清津刑務所

## 警察
昭和2年（1927年）当時
- 咸鏡北道警察部
  - 清津警察署
  - 羅南警察署
  - 漁大津警察署
  - 明川警察署
  - 吉州警察署
  - 城津警察署
  - 富寧警察署
  - 延社警察署
  - 茂山警察署
  - 三長警察署
  - 会寧警察署
  - 鎮城警察署
  - 穏城警察署
  - 訓戎鎮警察署
  - 慶源警察署
  - 新阿山警察署
  - 慶興警察署
  - 雄基警察署
  - 西水羅警察署

### 憲兵警察制度下における憲兵部隊
大正4年（1915年）当時
- 鏡城憲兵隊
  - 羅南憲兵分隊
  - 富寧憲兵分隊
  - 茂山憲兵分隊
  - 吉州憲兵分隊
  - 慶源憲兵分隊
  - 会寧憲兵分隊
  - 慶興憲兵分隊

## 税務
昭和16年（1941年）当時

### 税務署
- 清津税務署
- 雄基税務署

### 税関
- 羅津税関
- 羅津税関清津税関支署

## 林政
昭和16年（1941年）当時
- 城津営林署

## 気象
昭和17年（1942年）当時
- 城津測候所
- 清津測候所
- 雄基測候所

## 日本軍駐屯地
昭和11年（1936年）の平時編制
- 羅津要塞司令部（羅津府）
- 高射砲第5連隊（羅津府）
- 第19師団（鏡城郡羅南邑）
- 歩兵第73連隊（鏡城郡羅南邑）
- 歩兵第38旅団（鏡城郡羅南邑）
- 歩兵第76連隊（鏡城郡羅南邑）
- 騎兵第27連隊（鏡城郡羅南邑）
- 山砲兵第25連隊（鏡城郡羅南邑）
- 歩兵第75連隊（会寧郡）
- 工兵第19連隊（会寧郡）

## 鉄道
昭和20年（1945年）の路線

### 総督府鉄道
- 咸鏡線
- 恵山線
- 白茂線
- 茂山線
- 会寧炭鉱線
- 康徳線

### 私鉄
- 南満洲鉄道北鮮西部線
- 南満洲鉄道北鮮東部線
- 南満洲鉄道雄羅線
- 南満洲鉄道南羅津線
- 東満洲鉄道
- 朝鮮人造石油株式会社線

## 道路
昭和2年（1927年）当時

### 一等道路
- 元山会寧線
- 会寧行営線
- 行営穏城線
- 輸城慶興線
- 輸城清津線
- 羅南清津線

### 二等道路
- 吉州茂山線
- 恵山鎮茂山線
- 鏡城慶源線
- 慶源鍾城線
- 茂山清津線
- 城津恵山鎮線
- 茂山慶興線
- 会寧穏城線
- 雄基穏城線

## 港湾
昭和6年（1931年）当時

### 開港
- 雄基港
- 清津港
- 城津港

### 地方港
- 西水羅港
- 羅津港
- 漁大津港
- 大津港
- 梨津港
- 大良化港
- 西浦港

## 鉱山
- 鶏林炭鉱
- 会寧炭鉱
- 生気嶺炭鉱
- 城津黒鉛鉱山
- 茂山鉱山

## 神社
- 羅南神社
- 清津神社
- 城津神社
- 会寧神社
- 雄基神社
- 吉州神社
- 羅南護国神社

## 企業
道内に本社を有する資本金50万円以上の企業である（昭和15年・1940年当時）

### 農林水産業
- 北鮮土地
- 井川工業
- 秋田水産工業
- 清津水産
- 朝窒水産工業
- 朝鮮水産化工
- 豆満江林業

### 鉱業
- 日鮮鉱業
- 英殖鉱業
- 鹿ノ峰鉱山
- 野崎鉱業

### 製造業
- 清津魚糧工業
- 朝鮮石炭工業
- 北鮮製紙化学工業
- 清津造船鉄工所
- 朝鮮合同木材
- 朝鮮電気冶金

### 電気業
- 富寧水力電気

### 運輸業
- 城津自動車
- 咸北自動車
- 清津海運作業

### 卸売小売業
- 北朝鮮産業
- 東富商会
- 親和貿易
- 大阪号
- 羅津東興号
- 斎藤石油

### 金融業
- 咸北無尽

### 不動産業
- 鮮満土地
- 天徳興業

## マスメディア

### ラジオ放送局
昭和20年（1945年）8月当時
- 朝鮮放送協会清津放送局（呼出符号：JBCK）
- 朝鮮放送協会城津放送局（呼出符号：JBPK）

### 日本語新聞
昭和16年（1941年）当時
- 北鮮日報
- 北鮮日日新聞

## 出身有名人
この時代に生まれ育つか、または活躍した者を掲載
- 金策（朝鮮人民軍司令官）
- 延亨黙（北朝鮮国防委員会副委員長）